# فاليري بولياكوف
فاليري بولياكوف (بالروسية: Валерий Владимирович Поляков)‏ (27 أبريل 1942 - 7 سبتمبر 2022) هو طبيب، ورائد فضاء من روسيا. ولد في تولا. أمضى أطول مدَّة في الفضاء في المحطة الفضائيَّة الروسيَّة مير وهي 437 يومًا و18 ساعة من عام 1994 إلى 1995، وبذلك يكون صاحب الرقم القياسي لأطول فترة يقضيها إنسان في الفضاء

## ريادة الفضاء
شارك في المهمات الفضائية:
- Soyuz TM-6
- Soyuz TM-20
- Soyuz TM-18
- Soyuz TM-7.

## جوائز
حصل على جوائز منها:
- جائزة أميرة أستورياس للتعاون الدولي (1999)
- رائد فضاء لاتحاد الجمهوريات الاشتراكية السوفيتية
- بطل الاتحاد الروسي (وسام)
- ضابط وسام جوقة الشرف
- وسام لينين
- بطل الاتحاد السوفيتي
- وسام الاستحقاق في استكشاف الفضاء.